# التلبس بجريمة في القانون المصري
التلبس بجريمة في القانون المصري هو أن يتم ضبط الجريمة أثناء ارتكابها، أو عقب ارتكابها بوقت قصير، أو بمشاهدة آثار الجريمة نفسها (كتبع المجني عليه أو عامة الناس للجاني)، أو بوجود الجاني بعد وقت قليل من وقوع الجريمة حاملاً أشياء أو به علامات تفيد ارتكابه الجريمة. وتنص عليه المادة 30 من قانون الإجراءات الجنائية: 
| التلبس بجريمة في القانون المصري | تكون الجريمة متلبساً بها حال ارتكابها أو عقب ارتكابها ببرهة يسيرة. وتعتبر الجريمة متلبسة بها إذا تبع المجني عليه مرتكبها أو تبعته العامة مع الصياح إثر وقوعها، أو إذا وجد مرتكبها بعد وقوعها بوقت قريب حاملاً آلات أو أسلحة أو أمتعة أو أوراق أو أشياء أخرى يستدل منها على أنه فاعل أو شريك فيها، أو إذا وجدت به في هذا الوقت آثار أو علامات تفيد ذلك. | التلبس بجريمة في القانون المصري |

## حالاته
للتلبس بالجريمة 4 حالات وردت بالقانون على سبيل الحصر؛ هي:

### إدراك الجريمة حال ارتكابها
وهو أن يتم اكتشاف الجريمة لحظة ارتكابها، بأية حاسة من الحواس الخمس، دون اشتراط أن يتم الاكتشاف بالمشاهدة فقط. حيث يجيز القانون أن يتم التلبس بالمشاهدة بالرؤية؛ كرؤية الجاني وهو يطعن المجني عليه بالخنجر، أو أن يتم التلبس بالسمع؛ كسماع صوت الرصاصة قبل سقوط القتيل، أو بالشم؛ كشم رائحة المخدرات منبعثة من مكان عام، أو بالتذوق؛ كتذوق طعم السم في الطعام، أو باللمس؛ كإحساس الكفيف باللمس بشخص يخنق آخر.

### إدراك الجريمة عقب ارتكابها ببرهة يسيرة
أي أن تكون الجريمة قد اكتمل وقوعها فعلاً، ولكن تم اكتشافها بعد مرور وقت قليل جداً من وقوعها؛ حيث ما تزال آثارها ومعالمها سليمة. وقد تكون آثار الجريمة ومعالمها مادية؛ كرؤية القتيل أو الجريح، وقد تكون معنوية؛ كسماع صراخ المجني عليه في جريمة الشروع في القتل. ولم يحدد القانون المدة الزمنية التي يجب اكتشاف الجريمة خلالها لوقوع حالة التلبس، وإنما اشترط أن يتم اكتشاف الجريمة بعد وقوعها «ببرهة يسيرة»؛ أي بعد وقوع الجريمة بفترة تبدو معقولة.

### تتبع الجاني إثر وقوع الجريمة
يشترط لقيام حالة التلبس في هذه الحالة توافر شرطين:
1. تتبع الجاني: سواء بالوقوف مع الإشارة والصياح، أو باقتفاء أثره والسير خلفه، أو بمطاردته جرياً.[4]
2. أن يكون التتبع موصولاً: أي مستمراً، فلا يكون هناك تلبس إذا صادف المجني عليه الجاني في اليوم التالي لوقوع الجريمة وطارده.[5]

### وجود الجاني بعد وقوع الجريمة بوقت قريب حاملاً أشياء أو به آثار يستدل منها أنه فاعل الجريمة أو شريك فيها
أي أن الجريمة تكون قد وقعت منذ فترة قريبة، ودون أن يتبع المجني عليه الجاني إثر وقوع الجريمة أو يتبعه أحد من العامة مع الصياح، ولكن يتم العثور على الجاني نفسه حاملاً أشيء أو به آثار يستدل منها أنه ارتكب جريمة أو شارك فيها. وقد حدد القانون بعض الأمثلة للمظاهر الخارجية التي تدل على ارتكاب الشخص للجريمة منذ فترة قصيرة؛ ومنها: أن يكون الجاني حاملاً لآلات أو أسلحة أو أمتعة (كمسروقات مُبلّغ بسرقتها) أو الجثة، أو أن تكون في الجاني آثار طلق ناري أو خدوش أو دماء أو تمزق في الملابس. ويشترط أن يتم ضبط الجاني متلبساً بالمظاهر الخارجية التي تدل على ارتكابه للجريمة، خلال فترة قصيرة من وقوع الجريمة، وبناءً على ذلك، تنتفي حالة التلبس لو مرت فترة 3 أشهر مثلاً ما بين وقوع الحادث وضبط المتهم.

## شروط صحته
يُشترَط لصحة حدوث التلبس شرطين: الأول، أن يكون مأمور الضبط القضائي أو غيره قد أدرك حالة التلبس بنفسه، والثاني، أن يكون إدراك الجريمة قد تم بوسيلة مشروعة قانوناً.

### الإدراك الشخصي للتلبس
أي أن يكون مأمور الضبط القضائي قد أدرك بنفسه مجموعة الظواهر الخارجية التي تفيد وقوع حالة التلبس، وأن يكون تقديره لتلك الظواهر سليماً. يجب أن يدرك مأمور الضبط الجريمة بنفسه، وألا يكتفي بتلقي نبأ حدوث تلبس من الشاهد. حيث تكون الجريمة في حالة تلبس لو علم بها مأمور الضبط القضائي فانتقل فوراً لمكان الحدث عقب وقوع الجريمة بفترة قليلة، فشاهد عدداً من الظواهر الخارجية التي تدل  على وقوع الجريمة بفترة قليلة، أو شاهد تتبع المجني عليه أو العامة للجاني، أو شاهد الجاني ومعه أشياء أو به آثار تدل على ارتكابه للجريمة أو اشتراكه فيها. أما لو انتقل مأمور الضبط لمكان الجريمة بعد علمه بها، ولم يجد أية آثار أو دلائل تفيد وقوع الجريمة، فلا تقع حالة التلبس.
وبجانب الإدراك الشخصي للمظاهر الخارجية للجريمة (من جانب مأمور الضبط القضائي)، يُشترَط أيضاً أن تكون تلك المظاهر الخارجية كافية للدلالة على وقوع حالة التلبس. أي أن تكون تلك المظاهر الخارجية دالة بذاتها على وقوع الجريمة، دون الحاجة لتكملتها بالظن أو بالاستنتاج أو بالمعلومات الشخصية. فرؤية المتهم وهو يُناول شيئاً غير واضح لآخر، لا يعتبر تلبساً على أساس استنتاج مأمور الضبط أن هذا الشيء هو مخدر. وعليه، لا تتوافر حالة التلبس لعدم كفاية المظاهر الخارجية للدلالة بذاتها على قيام التلبس، وذلك أثناء قيام الضابط بتفتيش المتهم -بناءً على إذن من النيابة العامة بذلك- لضبط مواد مخدرة، فعثر الضابط على آخر يسكن جوار المتهم وهو يجري وبيده كيس، فقام الضابط بضبطه وعثر بداخل الكيس على طربتين من الحشيش. ففي هذه الحالة، لا يعد التفتيش الذي تم على الشخص الثاني قانونياً لعدم توافر حالة التلبس التي تجيزه؛ وذلك لأنه ليس في جري الشخص وبيده الكيس ما يدل بذاته على وقوع جريمة. كما لا تتوافر حالة التلبس لو شاهد مخبرا شرطة متهماً مربكاً فسألاه عن اسمه فحاول الهرب.

### إدراك التلبس بطريق مشروع
يجب أن يكون التلبس قد وقع اكتشافه بطريق مشروع حتي ينتج أثره القانوني؛ على أساس أنه لا يجوز للدولة أن تقتضي حقها في العقاب بأساليب غير محترمة. فلا يجوز إنشاء حالة التلبس بجريمة بوسيلة مخالفة للأخلاق والآداب العامة؛ كالنظر من ثقب مفتاح الباب مثلاً؛ لما في ذلك من المساس بحرمة المسكن، أو بالتسمّع والتنصّت. ومن ناحية أخرى، لا يجوز اتباع وسيلة مخالفة لقانون لإثبات حالة التلبس بجريمة، مثل: القبض أو التفتيش أو دخول المنزل في غير الحالات التي يجيزها القانون، وإلا اعتبرت حالة التلبس كأنها لم تكن ولا ينتج عنها أي أثر قانوني.

## التلبس الناجم عن التخلي الاختياري
إذا تم اكتشاف حالة التلبس بجريمة عن طريق تخلي المتهم طواعيةً واختياراً عما في حوزته، فإن حالة التلبس تلك تكون صحيحة ومنتجة لكافة الآثار القانونية لحالة التلبس، حتى ولو لم يكن رجل السلطة يسعى أساساً للكشف عن جريمة في تلك الحالة. مثال: أن يقوم المتهم بتقديم بطاقته الشخصية إلى رجل شرطة طلبها منه للتأكد من شخصيته، فيعثر رجل الشرطة على قطعة مخدر صغيرة عالقة بالبطاقة، فإن ذلك يعد تلبساً يجيز القبض على المتهم وتفتيشه؛ لأن اكتشاف الجريمة هنا تم إثر تخلي المتهم عن بطاقته وتقديمها طواعيةً.
أما لو التقط مأمور الضبط القضائي حرزاً لم يتخل عنه صاحبه بإرادته، كأن يكون الحرز قد سقط من جيب المتهم بشكل عفوي مثلاً، ولم يكن واضحاً بالرؤية أن الحرز يشكّل جريمة، فإن التقاطه يعد عملاً غير مشروع، حتى ولو أدى ذلك لاكتشاف جريمة؛ لأن التلبس في هذه الحالة يكون باطلاً لأنه ترتب على إجراء باطل هو التقاط حرز لم يتخل عنه صاحبه. مثال: إذا أوقف رجل الشرطة سيارة مسرعة، وطلب من صاحبها إبراز رخصة القيادة، فأخرج السائق الرخصة من جيبه وسقطت منه ورقة سلوفانية، فالتقط رجل الشرطة تلك الورقة وفضّها فوجد بداخلها قطعة من مخدر الحشيش، فقام بتفتيش السيارة ووجد بها مخدر الموروفين. فإن تلك الواقعة لا تعد من حالات التلبس؛ لأن السائق لم يتخل عن اللفافة طوعاً، وإنما سقطت منه عفوياً؛ ولأن رجل الشرطة لم يتبيّن محتوى اللفافة قبل فضّها.